# Bettongia tropica
Espèce
Statut de conservation UICN

 EN B1ab(iii,v)+2ab(iii,v) : En danger
Statut CITES
La bettongie du nord (Bettongia tropica) est un petit marsupial de la famille des potoroidae. Elle est très mal connue, bien que des études aient été faites à son sujet.

## Description
Elle mesure 23 cm de la tête à la queue, la queue mesurant 35 cm, et pèse entre 1 et 1,5 kg. Le pelage est gris ; gris clair sur le ventre ; l'extrémité de la queue est noire avec une ligne noire sur toute la partie supérieure de la queue. Des griffes puissantes lui permettent de creuser le sol pour chercher sa nourriture. Sa queue préhensile lui permet de charrier les végétaux qui lui serviront à confectionner son nid.

## Distribution et habitat
On ne trouve la bettongie du nord que dans quelques zones de forêt humide d'Eucalyptus et de Filaos bordant les forêts tropicales de l'extrême Nord-Est du Queensland, en Australie.

## Alimentation
Elle se nourrit essentiellement de champignons et d'autres végétaux (tubercules, fleurs, etc. Elle n'hésite pas à creuser le sol pour déterrer sa nourriture.

## Mode de vie
C'est un animal nocturne et solitaire. Elle passe ses journées dans un nid creusé dans le sol caché au pied d'un arbre.

## Reproduction
Il n'y a pas de période des amours. Comme chez les autres bettongies, la femelle redevient féconde dès après la mise-bas ; cependant, l'embryon ne se développe pas tant qu'un autre petit vivant est présent dans la poche marsupiale.